# Чемпионат Исландии по футболу 1934
Чемпионат Исландии по футболу 1934 стал 23-м розыгрышем чемпионата страны. Чемпионский титул в 9-й раз завоевал «Рейкьявик».

## Турнирная таблица
| М | Команда       | И | В | Н | П | Мячи   | ±   | О |
| - | ------------- | - | - | - | - | ------ | --- | - |
| 1 | Рейкьявик     | 4 | 3 | 1 | 0 | 12 − 5 | +7  | 7 |
| 2 | Валюр         | 4 | 3 | 0 | 1 | 23 − 5 | +18 | 6 |
| 3 | Фрам          | 4 | 2 | 1 | 1 | 11 − 5 | +6  | 2 |
| 4 | Вестманнаэйяр | 4 | 1 | 0 | 3 | 5 − 15 | −10 | 2 |
| 5 | Викингур      | 4 | 0 | 0 | 4 | 4 − 25 | −21 | 0 |

И — игры, В — выигрыши, Н — ничьи, П — проигрыши, Мячи — забитые и пропущенные голы, ± — разница голов, О — очки

## Интересные факты
- Крупнейшую победу в этом сезоне и в своей истории одержал «Валюр» со счётом 13:1 над «Викингуром».
- Матч последнего тура 15 июня 1934 между «Рейкьявиком» и «Валюром» посетили более 2 тысяч человек.
- Одними из творцов победы «Рейкьявика» стали нападающие Торстейнн Эйнарссон, Ханс Краг и Гисли Гудмундссон, которые назывались «Рейкьявикское трио».